# 아스팔트 8: 에어본
《아스팔트 8: 에어본》(영어: Asphalt 8: Airborne)은 게임로프트의 레이싱 게임으로 《아스팔트》 시리즈 중 하나이다. 2013년 8월 22일 iOS와 안드로이드 버전이 출시되었고, 11월 13일에는 윈도우 8과 윈도우 폰 8, 2014년 1월 15일에는 블랙베리 10 버전이 출시되었다. 그리고 2015년 4월 5일에는 타이젠 버전으로도 출시되었다.
초기에는 1,000원(달러: 0.99$)으로 판매되었으나, 2013년 11월 22일부터 무료로 판매하기 시작했다.

## 게임 모드
- 클래식: 결승점에 1위로 도착하면 승리한다.
- 게이트 드리프트: 제한시간동안 게이트를 지나면서 드리프트를 해야한다.
- 1vs1: 1대 1 레이스를 할 수 있다.
- 최후의 승자: 제일 마지막까지 1위를 유지하여 살아남은 사람이 승리한다.
- 파괴: 제한시간 동안 상대 차량을 더 많이 파괴하면 승리한다.
- 감염: 시작 10초 후 최하위 레이서가 감염되고 감염된 플레이어는 다른 플레이어와 충돌해, 감염시킬 수 있다. 감염된 플레이어는 일정시간 후 파괴됨과 동시에 치료되고, 가장 먼저 도착하면 승리한다.